# Trainspotting (film)
A Trainspotting 1996-ban bemutatott brit fekete komédia Danny Boyle rendezésében. A forgatókönyvet Irvine Welsh azonos című regényéből John Hodge írta.
A film egy csapat skót heroinfüggő életét követi nyomon az 1980-as évek végén, Edinburgh-ban. A film főszereplői Ewan McGregor (Mark Renton), Ewen Bremner (Spud), Jonny Lee Miller (Betegfiú), Kevin McKidd (Tommy), Robert Carlyle (Begbie) és Kelly Macdonald (Diane). Az eredeti regény szerzője, Irvine Welsh is felbukkan a filmben egy drogdíler, Mikey Forrester szerepében.
A film semmi utalást nem tartalmaz a train spotting elnevezésű hobbira, melynek űzői imádják a vonatokat, sokat utaznak vonaton és fényképezik őket. A regény egyik epizódjában Renton és Begbie találkozik egy öreg részeges emberrel – akiről kiderül, hogy Begbie apja – a már nem működő Leith Central vasútállomáson, amit vécéként használnak, és az öreg megkérdi tőlük, hogy a train spotting űzői-e. A film a drogfüggőségen túl bemutatja a városi szegénységet is a „kulturálisan gazdag” Edinburgh-ban.
A Brit Filmintézet (British Film Institute, BFI) tizedikként rangsorolta a Minden idők 100 legjobb brit filmje listán. 2004-ben jelölték a Minden idők legjobb skót filmje címért.

## Cselekmény
|  | Alább a cselekmény részletei következnek! |

A történet Edinburgh-ban kezdődik Mark Renton narrátorszövegével, aki épp barátaival, Spuddal és Betegfiúval futva menekül a Princess Streeten a biztonsági őrök elől. Renton nyíltan kijelenti, hogy az élet helyett – amiben az embernek családja, pénzügyi stabilitása és vagyontárgyai vannak – ő a heroint választotta. Ezután ismerjük meg Renton futballrajongó barátait, a szélhámos és James Bond-mániás Betegfiút, a sportoló Tommyt, az érzékeny és jó szándékú Spudot és az erőszakos, szociopata Begbiet. Renton, Spud és Betegfiú heroinfüggők, amiért rengeteg kritikát kapnak Tommytól és Begbietől. Tommy és Begbie nem élnek drogokkal, de láncdohányosok és sokszor felöntenek a garatra. A heroinisták minden idejüket egy barát és egyben drogdíler lakásában töltik, ahol mindig belövik magukat.
Egy nap Renton elhatározza, hogy leáll a heroinról. Megkezdi az előkészületeket konzervek, pornófilmek, vödrök – 2 vödör vécé gyanánt, 1 pedig a hányáshoz -, válium és hasonló dolgok beszerzésével, majd deszkákat szögez a lakás ajtajára, hogy ne tudjon kimenni és drogot vásárolni. Mindez hiába, Renton úgy érzi, még egy utolsó adagra szüksége van, ezért letépi a deszkákat és kapcsolatba lép Mikey Forresterrel, akitől ópiumkúpokat kap. Miután felhelyezi, hirtelen hasmenése lesz és "Skócia legrosszabb vécéjé"be megy könnyíteni magán. Dolga végeztével észreveszi, hogy a kúpok a vécében kötöttek ki, ezért egy szürreális jelenetben kihalássza őket.
Miután átmenetileg sikerül leszoknia a heroinról, barátaival múlatja az időt, hogy ne gondoljon a drogra. Betegfiúval egy parkban relaxálnak egy bokor alatt fekve, ahol az emberi természetről és a Sean Connery által játszott James Bondról beszélgetnek, illetve egy légpuskával szórakoznak, meglövik egy skinhead kutyáját, ami ezután a gazdájára támad. Renton egy bárban az állásinterjúra készülő Spudnak amfetamint ad, aki emiatt túlságosan is elengedi magát. Este egy bárba mennek szórakozni, ahol Begbievel is összefutnak. Begbie épp arról mesél, milyen profi a biliárdban és a bár erkélyéről a tömeg közé dob egy söröskorsót, ami megsebez egy nőt és egy hatalmas kocsmai verekedés kerekedik. Ezután mondja el Tommy a lakásán Rentonnak, hogy Begbie egy szociopata, akinek ha kedve tartja, akárkire rátámad. Miközben beszélgetnek, Renton egy házi pornófilmre bukkan, amin Tommy és annak barátnője, Lizzy szerepelnek. Kíváncsi a kazettára, ezért magával viszi, majd miközben Betegfiúval nézik, rájön, hogy szüksége van egy nőre.
A heroin nélkül Renton szexuális vágyai visszatérnek és barátaival elmegy egy diszkóba. Begbie és Betegfiú hamar találnak maguknak nőket, azonban Rentonnak senki sem tetszik. Spud – akivel barátnője már 6 hete nem hajlandó ágyba bújni – annyira leissza magát, hogy barátnője, Gail mikor hazamegy, magával rángatja Spudot is. Szobájában szeretkezni akar Spuddal, aki viszont annyira részeg, hogy elalszik. Az éjszaka közepén az ágyba ürít és reggel véletlenül Gailre és annak szüleire borítja a lepedő tartalmát. Tommy barátnőjével a diszkóból hazamenve fedezi fel, hogy eltűnt házi pornóvideójuk és pánikba esik, azt hiszi, hogy visszavitte a kölcsönzőbe egy másik film helyett, ezért barátnője szakít vele.
A diszkóban Renton flörtölni kezd egy csinos lánnyal, Diane-nel, aki végül meghívja magához Rentont estére. Miután végeztek az ágyban, Diane nem engedi Rentont az ágyában aludni, kiküldi a kanapéra. Másnap reggel Renton megtudja, hogy Diane kiskorú diáklány, aki a szüleivel él. A lány megfenyegeti, hogy ha nem találkoznak többet, akkor feljelenti a rendőrségen.
A józanságtól unottan, Renton, Betegfiú és Spud elhatározzák, hogy visszaszoknak a heroinra. Montázsszerűen folytatódik a film pár percig Renton narrátorszövegével. Elmondja és láthatjuk, hogy minden drogot kipróbáltak, ami csak meg tudtak szerezni, még a C-vitamint is magukba fecskendezték volna, ha az illegális lenne és hatna. Miután Lizzy elhagyta Tommyt, a fiú is rászokik a heroinra. Begbie ad kölcsön a többieknek az anyagra és az is kiderül, hogy fegyveres rablással jutott a pénzhez. Egy nap Swanney – a nagy drogos múlttal rendelkező barát – lakásában arra ébrednek fel, hogy Allison – egy barátnő és szintén heroinista – hangosan sír és ordít, ugyanis meghalt csecsemő kislánya az elhanyagoltság és éhezés miatt. Betegfiú úgy véli, hogy a gyerek az övé volt és Renton szerint "valami aznap eltűnt a Betegfiúból és sosem tért vissza".
Rentont és Spudot később elfogják bolti lopásért. Spud börtönbüntetést kap, míg Rentonnak csak elvonóra kell járnia. Rentont ez az eset lehangolja és Swanney lakására megy, hogy belője magát. Túl sokat használ és túladagolja magát, ekkor Renton úgy érzi, hogy mélyen a vörös szőnyegbe süppedve magatehetetlenül fekszik, Swanney ekkor taxival kórházba viszi. A kórházból szülei viszik haza és bezárják régi szobájába, hogy le tudjon szokni. Az elvonási tünetek miatt hallucinálni kezd, látja Allison halott gyermekét a plafonon mászni, a fenyegetőző Begbiet a takarója alatt, Spudot láncra verve, Tommyt, amint belövi magát, egy tévéműsort, amiben szüleit kérdezik az AIDSről, illetve Diane-t, amint az ágyán ül és énekel.
Mikor tisztulni kezd szervezete a herointól, depressziós és unott lesz. Meglátogatja Tommyt, akiről kiderül, hogy AIDS-es és jelenleg egy kiscicával él egy koszos lakásban.
Egy nap Diane tanácsára Renton Londonba költözik, hogy új életet kezdjen, ahol ingatlanügynökként dolgozik és boldog. Boldogsága azonban nem tart sokáig, ugyanis váratlanul megérkezik Begbie, akit fegyveres rablásért köröz a rendőrség. Őt követi Betegfiú, aki jó kapcsolatokkal rendelkező drogfutár lett. Pár napra visszatérnek Edinburgh-ba, ugyanis hírt kapnak, hogy Tommy meghalt toxoplazmózisban. Temetése után Spud is velük tart Londonba, aki épp a börtönből szabadult és szert tett 2 kilogramm heroinra. Londonba menet úgy vélik, valakinek ki kell próbálnia az anyagot, hogy milyen. Erre a feladatra Renton jelentkezik, aki még a busz vécéjén is belövi magát és megállapítja, hogy az anyag tökéletes.
Londonban sikerül eladniuk a heroint 16 000 fontért. A pénzt igazságosan 4 részre osztják. Egy kocsmában míg Begbie a pulthoz, Betegfiú pedig a vécére megy, Renton felveti Spudnak az ötletet, hogy lógjanak meg a pénzzel. Spud habozik, nem elég bátor, hogy igent mondjon, majd visszatér Betegfiú és megjegyzi, hogy ha ő egyedül maradt volna a pénzzel, már rég eltűnt volna. A pultnál Begbie kezét véletlen meglökik, így söre kiloccsan és az elkövetőre támad egy késsel. Renton leállítja és ekkor tervezi el, hogy amint lehet, elmenekül a pénzzel.
Másnap kora reggel, míg a többiek alszanak, Renton megszerzi a pénzzel teli táskát és elmegy. Spud ugyan észreveszi őt, de csak a fejét csóválja Renton felé, hogy ő nem tart vele. Mikor Begbie felébredt, iszonyú haragra gerjed és törni-zúzni kezd, amivel felhívja magára a rendőrség figyelmét és letartóztatják. Spud megdöbben, mikor észreveszi, hogy Renton 2000 fontot hagyott neki egy vasútállomás csomagmegőrzőjében. A film azzal végződik, hogy Renton a pénzzel teli táskával sétál és a film elején már elhangzott narrátorszövege ismét megjelenik: "Válaszd az életet, válaszd a munkát, válaszd a karriert, válaszd a rohadt nagy tévét..."
|  | Itt a vége a cselekmény részletezésének! |

## Szereplők
- Ewan McGregor – Mark Renton (Bartucz Attila)
- Ewen Bremner – Daniel "Spud" Murphy (Janovics Sándor)
- Jonny Lee Miller – Simon "Betegsrác" Williamson (Tóth Barna)
- Robert Carlyle – Francis Begbie (Földes Tamás)
- Kevin McKidd – Tommy MacKenzie (Horváth Zoltán)
- Kelly Macdonald – Diane Coulston (Roatis Andrea)
- Peter Mullan – Swanney (F. Nagy Zoltán)
- Eileen Nicholas – Mrs. Renton
- Susan Vidler – Allison
- Pauline Lynch – Lizzy (Bíró Anikó)
- Shirley Henderson – Gail (Zsigmond Tamara)
- Irvine Welsh – Mikey Forrester

## A film elkészítése
Andrew Macdonald producer 1993 decemberében egy repülőút során olvasta Irvine Welsh regényét és úgy gondolta, hogy filmre kéne vinnie. 1994-ben ezzel kapcsolatban felkereste Danny Boyle rendezőt és John Hodge forgatókönyvírót, akik igent mondtak a felkérésre. Boyle nagyon izgatott lett, hogy elkészítheti "a legenergetikusabb filmet, amit ember valaha látott – ami legvégül a purgatóriumban vagy egy rosszabb helyen végződik". Hodge, miután elolvasta a regényt, az lett a célja, hogy "egy olyan forgatókönyvet hozzon létre, aminek van eleje, közepe és vége, maximum 90 percnyi és továbbítja a könyv mondanivalóját". Boyle meggyőzte Welsht, hogy adja meg nekik a szükséges jogosultságokat a film elkészítéséhez a könyv alapján – egy levéllel, amiben kijelentette, hogy Hodge és Macdonald voltak a két legfontosabb skót Kenny Dalglish és Alex Ferguson után. Welsh úgy emlékezett, hogy eredetileg az emberek úgy akarták beállítani könyvét, mint "egy szocialista realizmus komor darabja, mint a Christiane F vagy az Egy kosaras naplója. Le volt nyűgözve, hogy Hodge, Boyle és Macdonald azt akarták, hogy mindenki lássa a filmet, ne csak a művészet kedvelői.
1994 októberében Hodge, Boyle és Macdonald rengeteg időt töltöttek azon tanácskozva, hogy a könyv mely fejezeteit filmesítsék meg és melyeket ne. Decemberben Hodge befejezte az első vázlatot. Macdonald biztosította a finanszírozást a Channel 4 által, ami egy brit televíziós társaság és arról híres, hogy független filmeket finanszíroz.

### Szereposztás
1995 áprilisában kérték fel Ewan McGregort a főszerepre, aki lenyűgözte Boyle-t és Macdonaldot előző filmjében, a Sekély sírhantban. Boyle olyan embert keresett Renton szerepére, aki olyan minőségi munkára képes, mint amit Michael Caine produkált az Alfie – Szívtelen szívtipróban, vagy Malcolm McDowell a Mechanikus narancsban. Mindkét film főszereplője egy visszataszító ember, némi bájjal.
McGregor leborotválta fejét és 26 kilogrammot fogyott, hogy hitelesebb legyen. A főszerepet először Ewen Bremnernek ajánlották fel, aki el is fogadta, majd mikor megtudta, hogy mégsem az övé lesz, akkor sem ellenkezett, hanem elfogadta Spud szerepét. Boyle hallott Jonny Lee Miller alakításáról az Adatrablók című filmben. Boyle-t lenyűgözte, mikor hallott egy Sean Connery-s hangsúlyt és ezért Millernek adta Betegfiú szerepét. Begbie szerepére először Christopher Ecclestont akarta felkérni, mivel ő hasonlított leginkább a könyvbeli elképzelt Begibere, de végül Robert Carlyle-t választotta. Carlyle így nyilatkozott: " Rengeteg Begbievel találkoztam már életemben. Járd be Glasgow-t szombat este és jó eséllyel Begbie-be szaladsz." Diane szerepére Boyle egy olyan fiatal színésznőt akart, akinek nincsenek tapasztalatai, mivel "így senkinek sem tűnne fel, hogy egy 19 éves lány játssza a 14 éves szerepét". A film készítői rengeteg szórakozóhelyre és butikba ellátogattak, hogy megtalálják a megfelelő lányt. Több száz lányt láttak, de Boyle amint észrevette Kelly Macdonaldot, azonnal neki adta a szerepet.

### Előkészület
McGregor könyveket olvasott a crack és a heroin okozta mámorról. Továbbá ellátogatott a Calton Athletic Recovery Grouphoz Glasgowban, ahol megtanították neki, hogyan készítsen heroinos kanalat glükózport használva. McGregor fontolóra vette, hogy heroint fecskendezzen magába, hogy jobban megértse a főszerepet, de végül elvetette az ötletet.

### A forgatás
1995 nyarán kezdték a forgatást 2,5 milliós költségvetéssel, ami 7 hétig tartott egy elhagyatott cigarettagyárban, Glasgowban. Az alacsony költségvetésnek, és az időhiánynak köszönhetően a legtöbb jelenet első felvételre elkészült, így már 1996 februárjára készen lettek a filmmel és e jelenetek között van, amelyik nagyon összecsapottnak látszik.
Macdonald a Miramax Filmsszel azon fáradozott, hogy a filmet brit filmdrámaként eladja, miközben elárasztja a piacot a filmről szóló képeslapokkal, poszterekkel, könyvekkel, filmzene albumokkal és egy felújított Iggy Pop zenés videóval (Lust for Life).
Az Amerikai Egyesült Államokban az első kiadáskor a film első 20 percét újraszerkesztették egy másik dialógussal, hogy az amerikai közönség megértse az erős skót akcentust és szlenget. Ezen kívül, hogy biztosítsák, hogy a film R minősítést (17 éven aluliak számára nagykorú felügyelete mellett ajánlott) kapjon, Boyle átszerkesztett két jelenetet: egy heroinnal töltött fecskendő tartalmát Renton a vénájába juttat; és közvetlen közelről mutatják, ahogy Kelly Macdonald lovagló ülésben ül Ewan McGregoron, miközben szeretkeznek.

## A film helyszínei
Annak ellenére, hogy a film Edinburgh-ban játszódik, legtöbb részét Glasgow-ban forgatták, kivéve a szabadtéri jeleneteket, amiket Edinburgh-ban vettek fel és a végső jeleneteket Londonban.
A film említésre méltó helyszínei:
Az ikonikus nyitó helyszín, ahol Renton és Spud menekülnek a biztonsági őrök elől, Edinburgh-ban, a Princess Street-en lett felvéve. A jelenetet, ami a lopást mutatja be, az azóta már bezárt John Menzies zenei osztályán vették fel.
Az üldözés végét a Calton Road-on, a Waverly Station bejáratához közel forgatták.
A park, ahol Renton és Betegfiú James Bondról, Sean Conneryről és A rózsa nevéről beszélgettek, a Rouken Glen Park Newton Mearns-ben, Thornliebank-hez közel található. Ebben a parkban forgatta Boyle a Sekély sírhant című filmet is.
A Corruor vasútállomás szolgált helyszínéül a "nagy kinti jeleneteknek".
A lakás, amit Renton mutat egy fiatal párnak (mikor ingatlanügynökként dolgozik) West Kensingtonban, Londonban található, a West Kensington metróállomáshoz közel.
A helyszín, ahol a drog eladását lebonyolítják, Bayswater-ben található. Szintén itt található, ahol a Beatlest parodizálják.
Diane iskolája a glasgow-i Jordanhill.

## Filmzene
A Trainspotting zenéjét két albumba gyűjtve adták ki. Az első albumra a filmben hallható zenék kerültek, míg a másodikra az elsőről kimaradtak és azok, amelyek inspirálták a film készítőit munka közben.

## Fogadtatás
A filmet az 1996-os Cannes-i filmfesztiválon mutatták be. Az Egyesült Királyságban 12 millió fontos bevételt, nemzetközileg 72 millió dolláros bevételt eredményezett. Az Egyesült Királyságban már több mint 18 millió dolláros bevételt produkált, mikor 1996. július 1-jén Észak-Amerikában vetíteni kezdték. Kezdetben 8 moziban vetítették és a legelső hétvégén 33 000 dollárra ugrott a bevétel. Végül Észak-Amerikában 16,4 millió dolláros bevételre tett szert. A Trainspotting vált a legtöbb bevételt hozó filmmé az 1996-os brit filmek közül, és az Egyesült Királyság történelmében a 4. legtöbb hasznot termelő film lett.

## Díjak
A Trainspottingot a British Academy Film Awardsra (Brit Akadémiai Filmdíjak) 1995-ben 2 kategóriában nevezték be: Legjobb film, Legjobb brit film, illetve John Hodge-ot a „Legjobb adaptált forgatókönyv” kategóriában. Hodge megnyerte kategóriáját. Továbbá Hodge megnyerte ugyanezt az elnevezésű díjat az Evening Standard British Film Awardstól. A film megnyerte a Golden Space Needle-t – legjobb film díja – az 1996-os Seattle International Film Festival-on. Továbbá Hodge-ot jelölték az Akadémiai díj adaptált forgatókönyv írásáért díjra, de nem nyerte meg.

## Folytatás
Boyle kijelentette, hogy egy folytatást akar készíteni, ami az első rész után 9 évvel fog zajlani Irvine Welsh Porno című regénye alapján. Boyle úgy tervezte, hogy a Trainspottingban játszó színészeket fogja felkérni a folytatásra, ezért megvárja, hogy öregedjenek annyira, hogy egyből észrevehető legyen a két rész között eltelt 9 év. Ewan McGregor kijelentette, hogy nem hajlandó eljátszani a főszerepet a folytatásban, mivel az első rész nagy sikert aratott és arra akar emlékezni, nem pedig egy alsóbbrendű folytatásra.

## Fordítás
- Ez a szócikk részben vagy egészben  a   Trainspotting (film) című angol Wikipédia-szócikk fordításán alapul.  Az eredeti cikk szerkesztőit annak laptörténete sorolja fel. Ez a jelzés csupán a megfogalmazás eredetét és a szerzői jogokat jelzi, nem szolgál a cikkben szereplő információk forrásmegjelöléseként.